# 3C 정책
3C 정책(일본어: 3C政策)은 영국이 카이로(Cairo), 케이프타운(Cape town), 캘카타(Calcutta)를 점령한 후 연결하여 식민 지배를 강화하기 위해 실행한 정책이다. 실제로 영국 정부가 공식적으로 내세운 정책은 아니며, 일본에서 편의를 위해 처음 만들어진 단어이다.

## 같이 보기
- 3B 정책